# Chimica (Cesare Cremonini)
Chimica è un singolo del cantautore italiano Cesare Cremonini, pubblicato il 22 aprile 2022 come terzo estratto dal settimo album in studio La ragazza del futuro.

## Descrizione
Il brano si caratterizza di atmosfere anni 80 con riff di basso funky e di elettronica. Il cantautore racconta:

## Video musicale
Il video, diretto da Paolo Gep Cucco, è stato pubblicato il 5 maggio 2022 sul canale Vevo-YouTube del cantante.